# 佩尼亚鲁维亚
佩尼亚鲁维亚，是西班牙坎塔布里亚的一个市镇。总面积54平方公里，总人口317人（2001年），人口密度6人/平方公里。